# میگل جونز
میگل جونز (انگلیسی: Miguel Jones; ۲۷ اکتبر ۱۹۳۸ – ۸ آوریل ۲۰۲۰) بازیکن فوتبال اهل اسپانیا بود.
از باشگاه‌هایی که در آن بازی کرده‌است می‌توان به باشگاه فوتبال اتلتیکو مادرید و باشگاه فوتبال اوساسونا اشاره کرد.